# Liste der Monuments historiques in Grand-Failly
Die Liste der Monuments historiques in Grand-Failly führt die Monuments historiques in der französischen Gemeinde Grand-Failly auf.

## Liste der Objekte
| Bezeichnung                                | Beschreibung | Standort                                                | Kennzeichnung | Schutzstatus | Datum | Bild |
| ------------------------------------------ | --- | ------------------------------------------------------- | ------------- | ------------ | ----- | ---- |
| Rechter Seitenaltar                        | Altartisch, Retabel und Tabernakel; Holz, farbig gefasst, Ende des 17. und 19. Jahrhundert                                                         | Grand-Failly, in der Kirche St-Martin (Lage)            | PM54001566    | Inscrit      | 1992  |      |
| Skulptur Heilige Helena                    | Holz, farbig gefasst, um 1700 | Grand-Failly, in der Kirche St-Martin (Lage)            | PM54001567    | Inscrit      | 1992  |      |
| Skulptur Heiliger Sebastian                | Holz, farbig gefasst, Anfang des 18. Jahrhunderts                                                                                                  | Grand-Failly, in der Kirche St-Martin (Lage)            | PM54000287    | Classé       | 1964  |      |
| Taufbecken                                 | Stein, 12. oder 13. Jahrhundert; Sockel jünger | Grand-Failly, in der Kirche St-Martin (Lage)            | PM54001562    | Inscrit      | 1990  |      |
| Skulptur eines heiligen Bischofs           | Eichenholz, farbig gefasst und vergoldet, 18. Jahrhundert                                                                                          | Petit-Xivry, in der Kirche Nativité-de-la-Vierge (Lage) | PM54001571    | Inscrit      | 1992  |      |
| Skulptur Heiliger Eligius                  | Eichenholz, farbig gefasst und vergoldet, Ende des 17. Jahrhunderts                                                                                | Grand-Failly, in der Kirche St-Martin (Lage)            | PM54001564    | Inscrit      | 1992  |      |
| Kruzifix                                   | Eichenholz, farbig gefasst und vergoldet, Schmiedeeisen, Ende des 17. Jahrhunderts                                                                 | Grand-Failly, in der Kirche St-Martin (Lage)            | PM54001565    | Inscrit      | 1992  |      |
| Skulptur Madonna mit Kind                  | Holz, farbig gefasst, Ende des 15. Jahrhunderts | Grand-Failly, in der Kirche St-Martin (Lage)            | PM54001568    | Inscrit      | 1992  |      |
| Skulptur Heiliger Dionysius                | Holz, farbig gefasst, 18. Jahrhundert | Grand-Failly, in der Kirche St-Martin (Lage)            | PM54002055    | Inscrit      | 2015  |      |
| Relief Segnender Christus                  | Eichenholz, farbig gefasst, Ende des 17. Jahrhunderts                                                                                              | Grand-Failly, in der Kirche St-Martin (Lage)            | PM54001569    | Inscrit      | 1992  |      |
| Hauptaltar                                 | Altartisch, Tabernakel, Retabel, Gemälde und Skulptur; Holz, farbig gefasst und vergoldet, sowie Ölfarbe auf Leinwand, Anfang des 18. Jahrhunderts | Grand-Failly, in der Kirche St-Martin (Lage)            | PM54000288    | Classé       | 1965  |      |
| Hauptaltar                                 | Altartisch, Tabernakel, Retabel, Gemälde und Skulptur; Kalkstein, Holz, vergoldet, sowie Ölfarbe auf Leinwand, 17. bis 19. Jahrhundert             | Petit-Xivry, in der Kirche Nativité-de-la-Vierge (Lage) | PM54001245    | Classé       | 2000  |      |
| Skulptur Heiliger Martin                   | Eichenholz, farbig gefasst und vergoldet, Ende des 17. Jahrhunderts                                                                                | Grand-Failly, in der Kirche St-Martin (Lage)            | PM54001563    | Inscrit      | 1992  |      |
| Ziborium                                   | Messing, Silber, Gold, erste Hälfte des 19. Jahrhunderts                                                                                           | Petit-Xivry, in der Kirche Nativité-de-la-Vierge (Lage) | PM54001570    | Inscrit      | 1992  |      |
| Skulptur Heiliger Donatus von Münstereifel | Holz, farbig gefast und vergoldet, 18. Jahrhundert                                                                                                 | Petit-Xivry, in der Kirche Nativité-de-la-Vierge (Lage) | PM54001572    | Inscrit      | 1992  |      |